# Graners de Mulay Ismail
Els Graners de Mulay Ismail, també anomenats els estables, són considerats una de les més importants obres de Mulay Ismail a Meknès, al Marroc. És un edifici monumental amb 29 naus, que tenia la funció d'emmagatzemar gra. Els murs gruixuts i una xarxa de passadissos subterranis mantenien l'interior dels magatzems a una temperatura baixa i constant. L'estructura és contigua al Dar el-Ma. La coberta s'esfondrà durant el terratrèmol de 1755.